# Emil Jungman
Emil Jungman (født 12. januar 1980) er en svensk håndboldspiller, der spiller for Viborg HK i Håndboldligaen. Han kom til klubben fra norsk håndbold i 2007. 

## Eksterne links
- Spillerinfo Arkiveret 7. august 2007 hos  Wayback Machine